# Pisoteamento no Astroworld Festival
Em 5 de novembro de 2021, ocorreu um esmagamento da multidão durante a primeira noite do Astroworld Festival, um evento musical em Houston, Texas, Estados Unidos, operado pelo rapper americano Travis Scott.  Nove pessoas morreram como resultado, com as causas da morte ainda sob investigação. Outros 25 foram hospitalizados e mais de 300 pessoas foram tratadas por ferimentos no hospital de campanha do festival.

## Antecedentes
O Astroworld Festival é um festival anual de música administrado pelo rapper americano Travis Scott, realizado no NRG Park em Houston, Texas. Scott já havia sido citado por conduta desordenada relacionada a seus shows; no Lollapalooza em 2015, Scott foi preso e acusado de conduta desordeira depois de incitar os espectadores a ignorar a segurança e correr para o palco. Em 2017, Scott foi preso por conduta semelhante após uma apresentação no noroeste do Arkansas. Em 2019, três pessoas ficaram feridas em uma debandada no Astroworld Festival.
O festival de 2021 teve aproximadamente 50.000 participantes. O local poderia, teoricamente, acomodar 200.000 pessoas. A cidade de Houston organizou a segurança do festival. O prefeito Sylvester Turner afirmou que a cidade deu mais segurança para o festival do que para a Série Mundial de 2021. O Departamento de Polícia de Houston tinha 528 oficiais no festival e o organizador do evento Live Nation forneceu outros 755 oficiais de segurança. No início do dia, centenas de fãs surgiram no perímetro do festival na tentativa de entrar, derrubando detectores de metal e ferindo uma pessoa. A performance de Scott foi transmitida ao vivo pela Apple Music.

## Tragédia

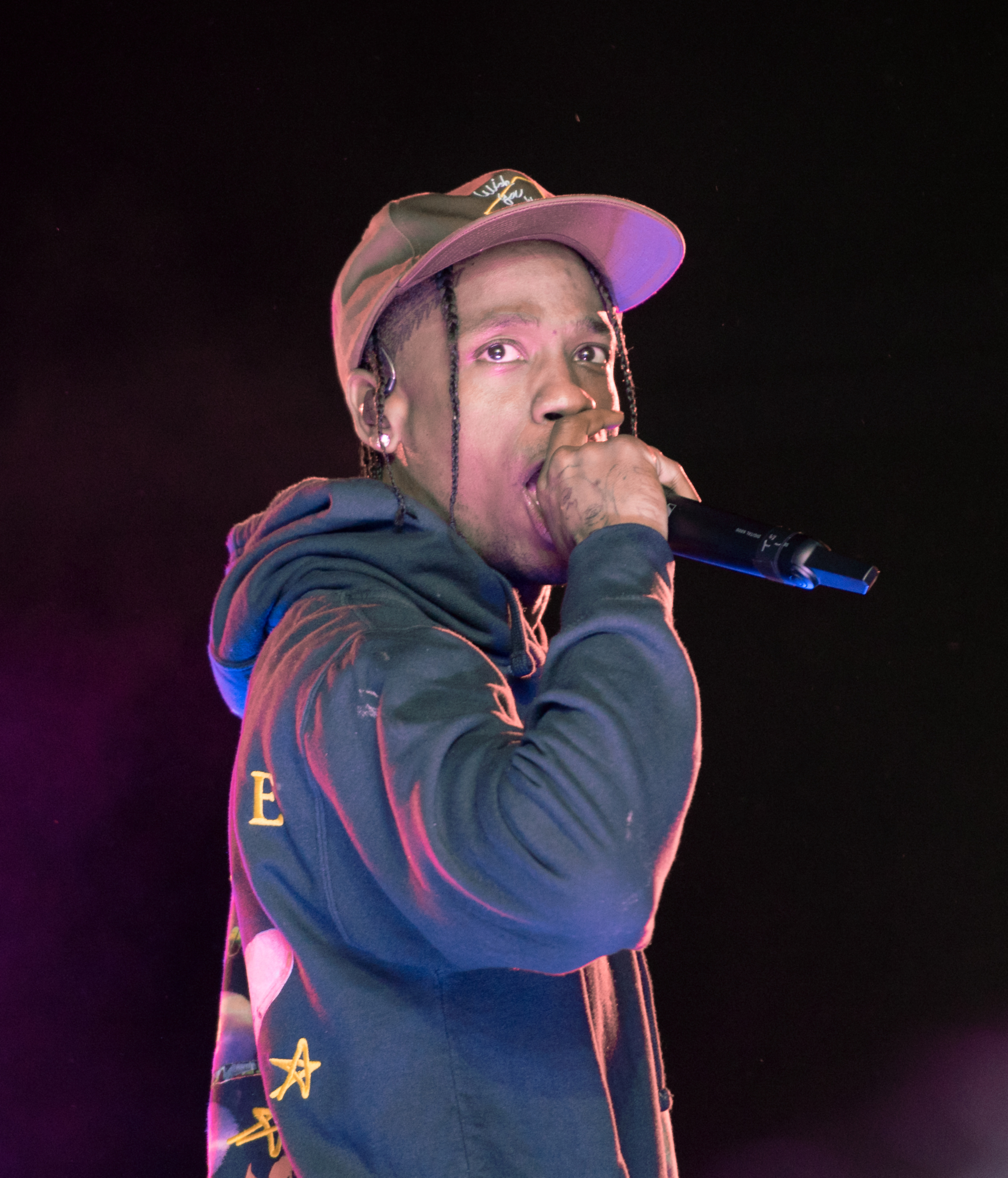
O esmagamento da multidão ocorreu quando Travis Scott, fundador do Astroworld Festival, estava se apresentando.

Na primeira noite do Astroworld Festival, a aparição de Scott no palco levou as pessoas a se empurrarem em direção ao palco, causando uma queda. De acordo com o chefe dos bombeiros de Houston, Sam Peña, a multidão começou a "se comprimir em direção à frente do palco" por volta das 21:15. Peña disse que o esmagamento não foi causado por saídas obstruídas, mas por problemas próximos ao palco. À medida que as pessoas começaram a cair e se machucar, o pânico aumentou. Peña disse que a maioria das fatalidades provavelmente ocorreram depois das 21h30.
Scott, junto com a equipe de palco, fez uma pausa repetida durante sua apresentação de 75 minutos quando percebeu os participantes em perigo perto do palco. Vários participantes tentaram fazer com que o pessoal do festival encerrasse o show mais cedo. Um espectador foi filmado informando a um cinegrafista que "pessoas estão morrendo", mas outro membro da plateia disse a ele que a multidão cuidaria disso. Outros membros da audiência foram filmados dançando em uma ambulância no meio da multidão.
De acordo com Peña, a equipe médica foi rapidamente sobrecarregada com o aumento do número de feridos. Os paramédicos do show foram vistos realizando RCP em participantes inconscientes. À medida que a equipe médica ficava sobrecarregada, os membros da audiência também tentaram ajudar a realizar a RCP. Várias pessoas receberam Narcan, um medicamento usado para bloquear os efeitos dos opioides. Às 21:38, as autoridades declararam um "evento com vítimas em massa" e 17 pessoas foram transferidas para hospitais. O chefe de polícia de Houston, Larry Satterwhite, então procurou os promotores do Live Nation, que concordaram em encerrar o evento mais cedo. No entanto, Scott prosseguiu para terminar seu set, que terminou às 22h15.

## Vítimas
Pelo menos nove pessoas morreram, com idades entre 10 e 27 anos. Vinte e cinco outras pessoas foram evacuadas para hospitais locais, incluindo onze pessoas encontradas em estado de parada cardíaca que receberam ressuscitação cardiopulmonar ainda no local. Ao todo, mais de 300 pessoas foram tratadas por ferimentos em um hospital de campanha no festival. Turner disse que a maioria dos ferimentos ocorreu em uma área específica.

## Investigação
As causas da morte ainda estão sob investigação. A overdose de medicamentos está sendo investigada como uma causa potencial de parada cardíaca. Scott e os organizadores do evento trabalharam em conjunto com a polícia como parte de sua investigação.
O TMZ relatou que uma pessoa desconhecida supostamente injetou uma droga em várias pessoas na multidão em um ataque aparentemente direcionado. A polícia confirmou mais tarde que um oficial de segurança teria ficado inconsciente após sentir uma picada no pescoço, consistente com a de uma injeção. Ele foi revivido com Narcan.

## Consequências
Foi montado um centro de reunificação para famílias em busca de parentes. Em 6 de novembro, o governador do Texas Greg Abbott disse: "O que aconteceu no Astroworld Festival na noite passada foi trágico, e nossos corações estão com aqueles que perderam suas vidas e aqueles que foram feridos no aumento da multidão aterrorizante." A segunda noite do festival em 6 de novembro foi cancelada.
Travis Scott ofereceu suas condolências aos que morreram durante o incidente e declarou que cooperaria com as autoridades locais e com a comunidade de Houston para apoiar as famílias necessitadas. Kylie Jenner, namorada de Scott, foi criticada por postagens no Instagram retratando a multidão, incluindo uma com uma ambulância tentando abrir caminho no meio da multidão. Scott excluiu tweets após a tragédia, o que poderia ser considerado como um incentivo ao comportamento imprudente dos fãs.